# للحياة بقية (مسلسل)
للحياة بقية مسلسل خليجي درامي من تأليف نادر خليفة وإخراج يوسف حمودة وبطولة سعاد عبد الله. تم إنتاج المسلسل في عام 1990.

## طاقم العمل
• أسمهان توفيق
- سعاد عبد الله
- علي المفيدي
- عائشة إبراهيم
- زهرة الخرجي
- عبد الإمام عبد الله
- محمد المنيع
- عبير الجندي
- داوود حسين